# Dr. Doom
Doctor Doom, echte naam Victor von Doom, is een fictieve superschurk uit de stripboeken van Marvel Comics. Doctor Doom werd gecreëerd door Stan Lee en Jack Kirby en verscheen voor het eerst in het vijfde nummer (juli 1962) van The Fantastic Four. Dooms oorsprong werd geheel verteld in Fantastic Four Annual #2 (1964).
Doom is een van de grootste genieën ter wereld. Hij was ooit de studiegenoot van Reed Richards. Daar Richards zijn gelijke was in intelligentie ontwikkelde Doom een enorme haat en jaloezie tegen hem.
Doom wordt gezien als de aartsvijand van de Fantastic Four, maar heeft ook al tegen andere superhelden gevochten zoals De Vergelders, Silver Surfer, Hulk, Captain America, Daredevil, Iron Man en Spider-Man. Ook krijgt hij het weleens aan de stok met collega superschurken zoals Venom. Van tijd tot tijd heeft hij echter ook een aantal maal de superhelden geholpen in gevechten tegen vijanden die ook voor hem een bedreiging vormden.
De Nederlandse stem van Dr. Doom was Niels Croiset en Leo Richardson. Op dit moment is dit Marcel Jonker.

## Biografie

### Latveria
Victor von Doom komt oorspronkelijk uit een fictief Balkanstaatje, Latveria genaamd. Hij was de zoon van Werner von Doom, een bekende arts, en Cynthia von Doom, van wie men zei dat ze een heks was. Cynthia werd gedood toen Victor nog een baby was. Als kind ontdekte Victor een paar van zijn moeders magische voorwerpen en begon met studie op het gebied van occultisme. Dit leidde er ook toe dat zijn interesse en kennis in wetenschap werd aangewakkerd. Zijn aanleg voor wetenschap werd opgemerkt door de Empire State University in New York, en Victor kreeg een studiebeurs aangeboden om daar te gaan studeren.

### Universiteit
Op de universiteit ontmoette hij voor het eerst Reed Richards en Ben Grimm. Het duurde niet lang voordat Victor ontdekte dat Richards zijn gelijke was in intelligentie. Victor begon met het uitvoeren van een aantal gevaarlijke extra-dimensionale experimenten. Zijn uiteindelijke doel was een trans-dimensionaal projectie apparaat te maken waarmee hij contact kon zoeken met zijn overleden moeder. Richards ontdekte een fout in het ontwerp en wees Victor hierop, maar die negeerde hem. De machine van Victor werkte perfect gedurende twee minuten en 37 seconden. In die korte tijd ontdekte Victor dat zijn moeder werd vastgehouden door Mephisto. Hierop ontplofte de machine vanwege de fout die Richards had ontdekt. De ontploffing verminkte Victors gezicht (in sommige versies van Dooms verhaal ontploft de machine door toedoen van Mephisto. In andere verhalen wordt niet zijn gehele gezicht verminkt, maar krijgt hij slechts een enorm litteken op een wang). Victor weigerde toe te geven dat het ontploffen van de machine zijn fout was en gaf Richards alle schuld.

### Dooms oorsprong
Victor werd hierop van de universiteit gestuurd en reisde de wereld rond op zoek naar een geneesmiddel voor zijn verminking, die hij als symbool van mislukking beschouwde. Uiteindelijk ontdekte hij een dorp van Tibetaanse monniken waar hij een paar jaar doorbracht. Victor nam de macht over het dorp over en liet de monniken voor hem een speciaal harnas maken. Victor was er echter zo op gebrand zijn nieuwe harnas uit te testen dat hij het masker al opzette voordat het genoeg was afgekoeld. Als zijn gezicht nog niet verminkt was, dan was het dat nu wel door de hitte van het masker. Nadat Victor zijn nieuwe pantser aanhad nam hij zijn nieuwe naam aan: “Doctor Doom”. Het harnas gaf Doom bovenmenselijke krachten gelijk aan dat van veel superhelden. Hierna keerde hij terug naar zijn thuisland, wierp de regering daar omver en kroonde zichzelf tot koning. Regerend met een ijzeren vuist begon hij de grondstoffen van het staatje te gebruiken om zijn doelen te bereiken. Eenmaal werd Doom zelf verdreven door Zorba, een prins van de koninklijke familie van wie Doom de troon van Latveria had gestolen. Echter: Zorba bleek een nog grotere tiran dan Doom. Zo erg zelfs, dat Dooms grootste vijanden, de Fantastic Four, Doom hielpen zijn troon terug te krijgen.
Later besefte Doom dat hij zichzelf onnodig beperkte door puur op technologie te vertrouwen en begon ook magie te gebruiken - en wist ze soms zelfs te vermengen. Éénmaal was hij kandidaat om de volgende Sorceror Supreme te worden, samen met sommige anderen waaronder Stephen Strange. Hij wist zich goed te weren, hoewel hij niet Strange´s gelijke was.

### Doelen
In zijn leven wordt Doom gedreven door drie doelen: Reed Richards vernietigen, de wereld overheersen en zijn moeders ziel bevrijden uit de dimensie van Mephisto.
Tot nu toe is Doom in twee van die doelen geslaagd. Met behulp van de tovenaar/superheld Dr. Strange wist hij zijn moeders ziel te bevrijden. Ook is hij er meerdere malen in geslaagd de wereld te veroveren, maar om verschillende redenen gaf hij zijn machtspositie altijd weer op (al dan niet door toedoen van enkele superhelden).
Ondanks jarenlange pogingen is Doom nooit in zijn derde doel geslaagd: Reed Richards voorgoed verslaan, hoewel sommige van hun confrontaties wel een korte overwinning voor Doom opleverden. In gevechten is Doom ook eens verslagen door het Ding, waarbij Ben Grimm tijdens hun gevecht Dooms handen brak, met als resultaat dat Doom nu ook op hem wraak wil.
Dooms plannen worden aangewakkerd door zijn ego en zijn overtuiging dat hij niet alleen in staat is de wereld te veroveren, maar het ook verdient. Hoewel hij weinig geeft om de levens van anderen heeft Doom wel zijn eigen erecode. Meerdere malen heeft hij deals gesloten met andere personages uit het Marveluniversum, waaronder zelfs superhelden, waarbij hij zich altijd strikt (naar de letter) hield aan zijn helft van de afspraak. Dit in tegenstelling tot veel andere superschurken.

## Krachten, vaardigheden en hulpmiddelen

### Pantser
Dooms ijzeren gezicht is voor de meeste mensen herkenbaar. Het is een onderdeel van zijn door nucleaire energie aangedreven hightech computergestuurde gevechtspak. Dooms eerste pantser werd op magische wijze gemaakt door een groep van Tibetaanse monniken. Sindsdien heeft Doom met behulp van de nieuwste technologie zijn harnas steeds verder aangepast. Hoewel Doom ook magische vaardigheden bezit, vertrouwt hij meer op de krachten van zijn harnas. Het pantser is gemaakt van een supersterke titanium legering. Het is uitgerust met een polscomputer waarmee Doom met al zijn hoofdkwartieren in contact kan blijven. Het pantser kan op commando een elektrische schok produceren als een vijand Doom aanraakt.
Dooms pantser bevat twee jetpacks zodat hij kan vliegen. Verder kunnen verschillende energiewapens worden afgevuurd vanuit de handschoenen en het masker; de keuze van zijn wapens wisselt per missie. De beste bescherming van het pantser is een krachtveld, maar Doom kan zelf niet aanvallen als hij dit krachtveld gebruikt. De helm is uitgerust met infraroodscanners die de drager in staat stellen hittebronnen waar te nemen en hem nachtzicht geven. Het pantser is zelfvoedend en is uitgerust met interne bronnen en recycle-systemen voor lucht, voedsel, water en energie, waardoor de drager lange tijd onder water of in de ruimte kan overleven.
Doom brengt voortdurend wijzigingen en verbeteringen in zijn harnas aan, en maakt ook gebruik van verschillende pantsers. Sinds zijn poging de macht van de Silver Surfer voor zichzelf op te eisen, bevat zijn harnas min of meer standaard de mogelijkheid kosmische kracht te analyseren en te absorberen.
Gedurende korte tijd heeft Doom een leren harnas gedragen, gemaakt van de huid van de enige vrouw van wie hij ooit heeft gehouden; Cynthia. Blijkbaar speelde haar offer een rol bij het ondersteunen van de magische kracht die hij ontving als onderdeel van een overeenkomst die hij aanging met enkele demonen.

### Eigen vaardigheden
Dooms gevaarlijkste wapen is wel zijn intelligentie. Hij is samen met Reed Richards een van de slimste personages uit de Marvel strips. Al meerdere malen heeft hij robots en machines ontworpen. Zijn meest geavanceerde machine is een tijdmachine (de eerste ooit op Aarde).
Doom bezit ook magische vaardigheden, die hij leerde in zijn tijd die hij bij de Tibetaanse monniken doorbracht. Ook verkreeg hij magische vaardigheden van zijn moeders kant van de familie. Hij kan schoten van mystieke energie afvuren vanaf zijn handen, schilden oproepen, vijanden vangen in energiestralen en zelfs poorten naar andere dimensies openen. Doom heeft ook de gave ontwikkeld om zijn eigen bewustzijn te verplaatsen naar andere mensen met wie hij oogcontact maakt. Echter, dit gebruikt hij alleen als laatste ontsnappingsmiddel.
Toen hij gestrand was op de Tegen-Aarde, de wereld die was gemaakt door Franklin Richards na het Onslaught-debacle, bleek dat Doom ook zonder zijn harnas een formidabel individu is, die in een gevecht een veel sterkere tegenstander met blote handen kan doden.

### Doombots
Dooms meest gebruikte robots zijn de “Doombots”, mechanische replica’s van hemzelf. Ze zien er niet alleen uit zoals hij, ze praten en handelen ook zoals hij. Elke Doombot heeft een eigen kunstmatige intelligentie waardoor de Doombot in kwestie denkt de echte Dr. Doom te zijn. Doom heeft ter beveiliging elke Doombot voorzien van een “dampener program” dat hen machteloos maakt als ze in Dooms buurt of in de buurt van andere Doombots komen.
De Doombots worden door Doom ingezet als hij zelf niet aanwezig kan zijn of als hij zijn leven niet wil riskeren (zoals tegen sterke vijanden). Ook worden de Doombots door striptekenaars vaak gebruikt voor speciale plotwendingen. Vaak als in een strip Doom schijnbaar wordt gedood door een tegenstander, of zich anders dan normaal gedraagt, blijkt het achteraf een robot te zijn.

## Ultimate Dr. Doom
In de Ultimate Marvel strips is Dooms originele naam Victor Van Damme en is hij een directe afstammeling van Vlad Ţepeş, beter bekend als Dracula. Hij werd samen met Reed Richards en Susan Storm gerekruteerd door de overheid om deel te nemen aan een project voor jonge genieën. Hij werkte samen met Reed Richards aan Reeds experimentele teleportatiemachine, maar veranderde buiten Reeds weten om de coördinaten van de eindbestemming. Dit veroorzaakte het ongeluk dat de Ultimate Fantastic Four hun krachten gaf. Victor werd ook slachtoffer van het ongeluk. De machine teleporteerde hem naar een locatie in Europa. Daar veranderde door toedoen van de machine zijn lichaam bijna geheel in organisch staal, zonder interne organen. Hierop stichtte hij een zelfstandig land in Denemarken, waarover hij heerste met een groep van kampers die hij onder controle had via speciale tatoeages. Nadat de Fantastic Four zijn regime omverwierp nam hij de macht over in Latveria, en veranderde het land binnen zes maanden van een ontwikkelingsland in een van de negen rijkste landen ter wereld.
De Ultimate Dr. Doom is in tegenstelling tot zijn tegenhanger uit de originele strips niet de algemene vijand van alle Marvel superhelden. Die titel wordt gedragen door de Ultimate versie van Magneto.

## Doom in andere media

### Televisie
Doom heeft meegespeeld in verschillende animatieseries gebaseerd op de Marvel strips. Zo verscheen hij onder andere als vaste vijand in de vier animatieseries over de Fantastic Four, en in een aantal Spider-Man series. Dr. Doom is tevens een vast personage in de serie The Super Hero Squad Show.

### Film
Dooms eerste verschijning in een film was in de nooit uitgebrachte Fantastic Four film uit 1994. Hierin werd Doom gespeeld door acteur Joseph Culp.
In de Fantastic Four film uit 2005 wordt Doctor Doom gespeeld door acteur Julian McMahon. De Doom uit de film is beduidend anders dan zijn stripversie. Zo is Doom in de film een miljonair en heeft zijn eigen miljoenenbedrijf. Wel is hij net als in de strips een oude rivaal van Reed Richards. Hij gaat met de Fantastic Four mee de ruimte in omdat Richard gebruik wil maken van Dooms ruimtestation. Daar worden de vijf blootgesteld aan een hoge dosis kosmische straling (wat in de strips de Fantastic Four hun krachten gaf). Doom lijkt aanvankelijk ongedeerd te zijn daar hij op het moment van het ongeluk in een afgeschermd gedeelte van het ruimtestation zat. Maar later begint hij toch te veranderen. Zijn huid verandert in een organisch-metalen legering gelijk aan dat van de schilden van het ruimtestation. Ook loopt hij een enorm litteken op zijn rechterwang op, wat hem ertoe aanzet zijn beroemde metalen masker te gaan dragen. Verder ontwikkelt Doom door het ongeluk elektrokinetische krachten. Niet alle fans waren even tevreden over deze nieuwe oorsprong van Doctor Doom. Ook vonden velen Julian MacMahon niet geschikt voor de rol van een superschurk zoals Doom. 
Deze versie van Doom keerde weer terug in de vervolgfilm Fantastic Four: Rise of the Silver Surfer. Daarin wordt hij door de Silver Surfer weer veranderd in zijn normale menselijke gedaante. Later in de film steelt hij de surfplank van de surfer, maar wordt door Thing de haven van Shanghai in geslagen. Daar zinkt hij naar de bodem en wordt niet meer gezien.
Dr. Doom is eveneens de primaire antagonist in de Fantastic Four-film uit 2015, waarin Toby Kebbell de rol vertolkt. Aanvankelijk deed het gerucht zich ronde dat het personage in deze film hernoemd zou worden naar Victor Domashev, maar dit bleek ongegrond. In de film is hij een voormalig collega van de Fantastic Four, die na een ongeluk met een portaal naar een andere dimensie genaamd Planet Zero een jaar lang in die dimensie vast komt te zitten, en zo zijn krachten verkrijgt maar tevens compleet doordraait.

### Marvel Cinematic Universe
Sinds 2025 verscheen het personage in het Marvel Cinematic Universe (MCU) en wordt hierin vertolkt door Robert Downey jr.. Downey jr. vertolkte eerder al de rol van Tony Stark / Iron Man binnen het MCU. De schurk wordt geïntroduceerd in de post-credit scene van The Fantastic Four: First Steps (2025), in een alternatief universum van de primaire tijdlijn in het Marvel Cinematic Universe. In de toekomstige films Avengers: Doomsday (2026) en Avengers: Secret Wars (2027) is Doctor Doom de hoofdschurk. Victor von Doom is onder andere te zien in de volgende film:
- The Fantastic Four: First Steps (2025) (post-credit scene)

### Games
Doctor Doom verscheen in Fortnite tijdens season 4 chapter 2 waar hij een eigen basis bezit genaamd Doom's Domain. Spelers proberen Doom en zijn handlangers te verslaan om toegang te krijgen tot de krachten van Doom en de kluis van Doom te openen. Ook kan hij worden vrijgespeeld in de battle pass van dat seizoen.